# KSK Hoboken
Maillots
Dernière mise à jour : 4 février 2011.
Le Koninklijke Sportkring Hoboken (ou K. SK Hoboken) est un ancien club de football belge de la commune d'Hoboken dans la banlieue anversoise. Créé en 1920, le club était porteur du matricule 285. Ses couleurs étaient Rouge et Vert.
Miné par les problèmes financiers, le K. SK Hoboken arrêta ses activités à la mi-championnat 2004-2005 alors qu'il évoluait en Promotion. Un nouveau club fut fondé dans la localité sous le nom de Racing VC Hoboken. Il s'affilia à l'URBSFA où il reçut le matricule 9466. Il a repris les couleurs Rouge et Vert.
Le K. SK Hoboken évolua durant 49 saisons en séries nationales (dont 6 au 2e échelon).

## Repères historiques
- 1920 : Fondation du RACING CLUB HOBOKEN.
- 1923 : RACING CLUB HOBOKEN s'affilia à l'URBSFA sous le nom de SPORTKRING HOBOKEN.
- 1926 : SPORTKRING HOBOKEN accéda pour la première fois aux séries nationales. Il y resta jusqu'en 1954.
- 1926 : SPORTKRING HOBOKEN se vit attribuer le matricule 285.
- 1956 : SPORTKRING HOBOKEN fut reconnu comme Société Royale et prit le nom de KONINKLIJKE SPORTKRING HOBOKEN.
- 2004 : 28/12/2004 - KONINKLIJKE SPORTKRING HOBOKEN déclara forfait pour le reste de la compétition. Le club arrêta ses activités et le matricule 285 fut radié.

## Classements en séries nationales
Statistiques clôturées : club disparu

### Bilan
| Niv | Divisions    | Jouées | Titres | TM Up | TM Down |
| --- | ------------ | ------ | ------ | ----- | ------- |
| I   | 1e nationale | 0      | 0      |       |         |
| II  | 2e nationale | 6      | 0      |       |         |
| III | 3e nationale | 17     | 1      | 1     |         |
| IV  | 4e nationale | 26     | 0      | 1     | 1       |
|     |              |        |        |       |         |
|     | TOTAUX       | 49     | 1      | 2     | 1       |

### Saisons
| Ordre | Saison    | Nom du club   | Niveau                  | Classement final | Remarques                           |
| ----- | --------- | ------------- | ----------------------- | ---------------- | ----------------------------------- |
| 1     | 1926-27   | SK Hoboken    | Promotion (D3) série A  | 2e/14            |                                     |
| 2     | 1927-28   | SK Hoboken    | Promotion (D3) série C  | 11e/14           |                                     |
| 3     | 1928-29   | SK Hoboken    | Promotion (D3) série A  | 4e/14            |                                     |
| 4     | 1929-30   | SK Hoboken    | Promotion (D3) série X  | 1e/14            | Test-match pour la montée           |
| 5     | 1930-31   | SK Hoboken    | Promotion (D3) série B  | Champion         | Promu !                             |
| 6     | 1931-32   | SK Hoboken    | Division 1 (D2) série A | 6e/14            |                                     |
| 7     | 1932-33   | SK Hoboken    | Division 1 (D2) série B | 10e/14           |                                     |
| 8     | 1933-34   | SK Hoboken    | Division 1 (D2) série B | 10e/14           |                                     |
| 9     | 1934-35   | SK Hoboken    | Division 1 (D2) série A | 4e/14            |                                     |
| 10    | 1935-36   | SK Hoboken    | Division 1 (D2) série B | 10e/14           |                                     |
| 11    | 1936-37   | SK Hoboken    | Division 1 (D2) série B | 14e/14           | Relégué                             |
| 12    | 1937-38   | SK Hoboken    | Promotion (D3) série A  | 3e/14            |                                     |
| 13    | 1938-39   | SK Hoboken    | Promotion (D3) série B  | 10e/14           |                                     |
|       | 1939-1940 |               | Compétitions arrêtées   |                  |                                     |
|       | 1940-1944 |               | Compétitions régionales |                  |                                     |
| 14    | 1941-42   | SK Hoboken    | Promotion (D3) série B  | 4e/11            |                                     |
| 15    | 1942-43   | SK Hoboken    | Promotion (D3) série C  | 5e/15            |                                     |
| 16    | 1943-44   | SK Hoboken    | Promotion (D3) série B  | 14e/16           |                                     |
|       | 1944-1945 |               | Compétitions arrêtées   |                  |                                     |
| 17    | 1945-46   | SK Hoboken    | Promotion (D3) série A  | 14e/18           |                                     |
| 18    | 1946-47   | SK Hoboken    | Promotion (D3) série B  | 4e/18            |                                     |
| 19    | 1947-48   | SK Hoboken    | Promotion (D3) série C  | 5e/16            |                                     |
| 20    | 1948-49   | SK Hoboken    | Promotion (D3) série D  | 3e/16            |                                     |
| 21    | 1949-50   | SK Hoboken    | Promotion (D3) série B  | 11e/16           |                                     |
| 22    | 1950-51   | SK Hoboken    | Promotion (D3) série B  | 10e/16           |                                     |
| 23    | 1951-52   | SK Hoboken    | Promotion (D3) série C  | 11e/16           | Relégué de Promotion en...Promotion |
| 24    | 1952-53   | SK Hoboken    | Promotion série A       | 7e/16            |                                     |
| 25    | 1953-54   | SK Hoboken    | Promotion série D       | 14e/16           | Relégué !                           |
|       |           |               |                         |                  | séries provinciales                 |
| 26    | 1955-56   | SK Hoboken    | Promotion série B       | 14e/16           | Relégué !                           |
|       |           |               |                         |                  | séries provinciales                 |
| 27    | 1958-59   | K. SK Hoboken | Promotion série C       | 11e/16           |                                     |
| 28    | 1959-60   | K. SK Hoboken | Promotion série D       | 5e/16            |                                     |
| 29    | 1960-61   | K. SK Hoboken | Promotion série D       | 10e/16           |                                     |
| 30    | 1961-62   | K. SK Hoboken | Promotion série C       | 3e/16            |                                     |
| 31    | 1962-63   | K. SK Hoboken | Promotion série B       | 5e/16            |                                     |
| 32    | 1963-64   | K. SK Hoboken | Promotion série B       | 9e/16            |                                     |
| 33    | 1964-65   | K. SK Hoboken | Promotion série D       | 7e/16            |                                     |
| 34    | 1965-66   | K. SK Hoboken | Promotion série C       | 10e/16           |                                     |
| 35    | 1966-67   | K. SK Hoboken | Promotion série A       | 10e/16           |                                     |
| 36    | 1967-68   | K. SK Hoboken | Promotion série B       | 15e/16           | Relégué !                           |
|       |           |               |                         |                  | séries provinciales                 |
| 37    | 1969-70   | K. SK Hoboken | Promotion série C       | 9e/16            |                                     |
| 38    | 1970-71   | K. SK Hoboken | Promotion série B       | 5e/16            |                                     |
| 39    | 1971-72   | K. SK Hoboken | Promotion série D       | 16e/16           | Relégué !                           |
|       |           |               |                         |                  | séries provinciales                 |
| 40    | 1974-75   | K. SK Hoboken | Promotion série C       | 14e/16           | Relégué !                           |
|       |           |               |                         |                  | séries provinciales                 |
| 41    | 1984-85   | K. SK Hoboken | Promotion série B       | 10e/16           |                                     |
| 42    | 1985-86   | K. SK Hoboken | Promotion série A       | 10e/16           |                                     |
| 43    | 1986-87   | K. SK Hoboken | Promotion série B       | 12e/16           |                                     |
| 44    | 1987-88   | K. SK Hoboken | Promotion série B       | 16e/16           | Relégué !                           |
|       |           |               |                         |                  | séries provinciales                 |
| 45    | 2000-01   | K. SK Hoboken | Promotion série B       | 12e/16           |                                     |
| 46    | 2001-02   | K. SK Hoboken | Promotion série B       | 7e/16            |                                     |
| 47    | 2002-03   | K. SK Hoboken | Promotion série B       | 3e/16            | Tour final                          |
| 48    | 2003-04   | K. SK Hoboken | Promotion série B       | 13e/16           | Barragiste                          |
| 49    | 2004-05   | K. SK Hoboken | Promotion série B       | Forfait          |                                     |

## Sources et liens externes
- (nl) Site officiel du Racing VC Hoboken